# Кокшенов, Михаил Михайлович
Михаи́л Миха́йлович Кокше́нов (16 сентября 1936, Москва, СССР — 4 июня 2020, Красногорский район, Московская область, Россия) — советский и российский актёр театра, кино, телевидения и озвучивания, кинорежиссёр, сценарист, кинопродюсер; народный артист Российской Федерации (2002).

## Биография
Михаил Кокшенов родился 16 сентября 1936 года в Москве. Его детство прошло в районе Замоскворечье. Родители актёра в 1930-х годах проживали на Дальнем Востоке СССР: в селе Мономахово, Дальневосточный край, ныне Дальнегорского района Приморского края.
В 1957 году окончил Московский индустриальный техникум, после чего работал инженером управления «Главнефтерудпром». В 1963 году окончил Театральное училище имени Б. В. Щукина. Работал актёром Академического театра имени Владимира Маяковского (среди ролей: Дворянин и Рейнальдо, слуга Полония («Гамлет» У. Шекспира) и другие). В 1966 году перешёл в Московский театр миниатюр и начинает параллельно сниматься в кино. В 1974 году переходит в Театр-студию киноактёра.

### Творчество
Кокшенов снялся более чем в 100 фильмах, где, как правило, выступал в комическом амплуа глуповатых амбалов и деревенских простаков. Наиболее известны его роли в фильмах «Председатель» (Миша Костырев), «Женя, Женечка и „катюша“» (жадный солдат Захар), «Даурия» (Федот Муратов, друг Романа Улыбина), «Не может быть!» (амбал, любовник жены Анатолия), «Сказ про то, как царь Пётр арапа женил» (Сергунька Ртищев, брат невесты Арапа), «Маленькие трагедии» (Иван, слуга Альбера), «Дачная поездка сержанта Цыбули» (полицай Гергало), «Спортлото-82» (жуликоватый торгаш Стёпа), «Самая обаятельная и привлекательная» (Лёша Пряхин), «На Дерибасовской хорошая погода, или На Брайтон-Бич опять идут дожди» (украинский мафиозо Кравчук), «Ширли-мырли» (негр).
С начала 1990-х годов выступал в качестве режиссёра и снял более десятка фильмов («коммерческих» комедий на современном материале), так называемое кооперативное кино, в которых также играл сам. Наиболее известны «Русский бизнес» и «Русское чудо». В этих фильмах он попытался сменить своё амплуа и выступил в роли всезнающего и прожжённого «нового русского». Как отмечал Аркадий Инин: «то, на что не хватило бы никакой сметы, чтобы снять кино, ему удавалось это сделать, что называется, „по любви“. То есть если нужно было площадку огородить в центре города, что было ни за какие деньги невозможно, Миша шёл со своей обезоруживающей улыбкой к милиционерам, и те выстраивались перед ним, как перед генералом, по струнке. Огораживали любые участки, перекрывали движение, он мог остановить самолёты в аэропорту, мог задержать поезд».
В 1990-е годы он, как один из самых успешных актёров, снялся в «Ширли-Мырли», «На Дерибасовской хорошая погода, или На Брайтон-Бич опять идут дожди», «Болотная street, или Средство против секса», 8 фильмах Анатолия Эйрамджана, «Частном детективе, или Операции „Кооперации“», а также в главных ролях в своих фильмах «Русский бизнес», «Русское чудо» и «Русский счёт».
В начале 2000-х годов снимался в рекламных роликах московской фирмы по ремонту бытовой техники в образе «мастера по вызову». Всего с участием Кокшенова было снято три ролика: в первом он совместил телевизор с бытовой СВЧ-печью, во втором — починил женщине холодильник и стиральную машину, но отказал в ремонте швейной машинки, а в третьем — ремонтировал квартиры.
Автор книги мемуаров «Апельсинчики, витаминчики…» (2000).
С 1993 по 2006 года режиссёр 15 фильмов, также написал 5 сценариев.
С 2011 года больше не снимался в кино и сериалах, не снимал, не писал ни сценарии, ни книги, а также не продюсировал фильмы.

### Смерть
17 октября 2017 года актёра госпитализировали в отделение реанимации московской ГКБ № 1 с инсультом.
С января 2018 года, после инсульта, на публике он больше не появлялся.
Весной 2020 года актёр был госпитализирован в частный центр в Красногорском районе Москвы для прохождения реабилитации. Из-за пандемии COVID-19 Кокшенов последние два месяца жизни не виделся вживую с родственниками: они общались только по видеосвязи; его поддерживали жена, бывшая супруга и друзья.
Вечером 4 июня 2020 года он скончался на 84-м году жизни от острой сердечной недостаточности. Прощание с артистом прошло в ритуальном зале Митинского крематория 7 июня, после чего тело было кремировано. Урна с прахом актёра захоронена в семейном некрополе на Новодевичьем кладбище (уч. 2, р. 5, м. 9).

## Семья
- Дед актёра по матери — Василий Борисович, был военным моряком, участником Русско-японской войны 1905 года[13].
- Отец — Михаил Михайлович Кокшенов (1885 — расстрелян 28 апреля 1938), родился во Владивостоке, геолог, был первым директором государственного полиметаллического комбината «Сихали» в Приморском крае (сейчас «Дальполиметалл»). В 1937-м, когда Михаилу был всего год, отца репрессировали[13][14] — арестован как активный участник контрреволюционной троцкистской террористической диверсионной организации, 5 июля 1957 года был реабилитирован[15].
- Мать — Галина Васильевна Кокшенова (1908—1992), родом из латвийского города Лиепая, работала санитаркой в роддоме[16]. Похоронена в семейном некрополе на Новодевичьем кладбище.
- Первая жена (1986—1987) — Нина Вокрош[17], стюардесса, моложе Кокшенова на 20 лет[18].
  - Дочь — Алевтина Михайловна Вокрош (2 января 1987)[19], журналист[18][20].
- Вторая жена (1987—2007)[18][20] — Елена Сергеевна Кокшенова, работала в гостиничном бизнесе и по совместительству директором в его кинокартинах — ассистентом режиссёра[19] (1968).
- Третья жена (2007—2020) — Наталья Васильевна Лепёхина, предприниматель[21]; познакомились 24 августа 2007 года[22]. Приемные дочери — Татьяна и Ольга, внуки — Элиза (2000), Владислав (2012) и Моника-София (2015)[22].
  - Дочь — Кокшенова Алиса (Лариса Юрьева), внебрачная; родство подтверждено взаимным сравнительным тестом ДНК с дочерью Алевтиной Вокрош[23].

## Фильмография

### Актёрские работы

#### Роли в полнометражных фильмах и телеспектаклях
- 1957 — Высота — комсомолец (нет в титрах)
- 1961 — Девчата — рабочий, забежавший в новую столовую, попить воды из графина (нет в титрах)
- 1962 — Коллеги — судовой врач на собрании (нет в титрах)
- 1962 — Увольнение на берег — матрос на танцах (нет в титрах)
- 1964 — Председатель — Миша Костырев
- 1963 — Человек, который сомневается — свидетель (нет в титрах)
- 1965 — Таёжный десант — шофёр
- 1965 — Три времени года — Василёк
- 1965 — Время, вперёд! — участковый милиционер Канунников
- 1967 — Женя, Женечка и «катюша» — Захар Косых
- 1968 — В огне брода нет — Зотик
- 1968 — Золотой телёнок — секретарь в Арбатове (нет в титрах)
- 1968 — Хозяин тайги — Николай Ипатов, сплавщик
- 1969 — Адъютант его превосходительства — Павло, член банды батьки Ангела
- 1970 — Освобождение — артиллерист
- 1970 — Хозяин — Иван Каюмович Иванов
- 1970 — О друзьях-товарищах — комсомолец-чекист Алексей Карпович Утробин
- 1971 — Даурия — казак Федот Муратов
- 1971 — Молодые — Трифон Будорагин
- 1971 — Расскажи мне о себе — Вася, приятель Евсея Евсеевича
- 1971 — Русское поле — Минька
- 1972 — Дела давно минувших дней… — майор КГБ Владимир Иванович Синицын
- 1972 — Пятая четверть — водитель МАЗа
- 1972 — Инженер Прончатов — Степан Безродный
- 1974 — Я служу на границе — прапорщик Николай Пузырёв
- 1974 — С весельем и отвагой — «университетчик», старший лейтенант милиции Васильев
- 1974 — Земляки — Микола
- 1974 — Ещё можно успеть — жених Коля
- 1974 — Хлеб пахнет порохом — Степан Бызин
- 1974 — Последний день зимы — «Копейка»
- 1975 — Алмазы для Марии — Лёва, моряк, жених Нины
- 1975 — На ясный огонь — Мишка, сын Степана Лукича
- 1975 — Не может быть! — сослуживец Татьяны
- 1975 — Звезда пленительного счастья — Никитка, слуга Анненковой
- 1973 — 1976 — Дума о Ковпаке — Паша Устюжанин
- 1975 — Единственная… — шофёр Тачкин
- 1976 — Сказ про то, как царь Пётр арапа женил — Сергунька Ртищев
- 1976 — Приключения Нуки — продавец на колхозном рынке Иван
- 1976 — Сын председателя — Иван Дроздюк
- 1977 — Степь — Кирюха
- 1977 — В зоне особого внимания —  дежурный по части, гвардии майор ВДВ Смолин
- 1977 — Эрнст Шнеллер (ГДР) — пленный
- 1977 — Инкогнито из Петербурга — Держиморда
- 1977 — Переезд (короткометражный)
- 1978 — Целуются зори — Стас
- 1978 — По улицам комод водили — Пашин, хозяин Барсика
- 1978 — 31 июня — слуга
- 1978 — Завьяловские чудики (новелла «Капроновая ёлочка») — колхозный шофёр Фёдор
- 1979 — Маленькие трагедии (новелла «Скупой рыцарь») — Иван, слуга Альбера
- 1979 — Здесь, на моей земле — Степан Луговенко
- 1979 — Жил-был настройщик — Кузьма, спортсмен с эспандером
- 1979 — Гараж — пайщик-«каратист»
- 1979 — На таёжных ветрах — Сеня Крупенников
- 1979 — Летние гастроли — Печников, служитель льда
- 1980 — Крах операции «Террор» — эсер-боевик Вася
- 1980 — Дачная поездка сержанта Цыбули — полицай Савка Гергало
- 1980 — Вечерний лабиринт — швейцар ресторана Фёдор
- 1980 — Личной безопасности не гарантирую… — Матвей Сиротка
- 1981 — Брелок с секретом — Витёк
- 1981 — Александр Маленький — рядовой Курыкин
- 1981 — Шляпа — муж соседки по гостинице
- 1982 — Василий Буслаев — Гаврила
- 1982 — Однолюбы — Юрка
- 1982 — Спортлото-82 — Степан Степанович
- 1982 — Фронт в тылу врага — Иванов, старший лейтенант
- 1982 — Нам здесь жить — Фёдор Никишин
- 1983 — Без особого риска — Музыченко
- 1983 — Витя Глушаков — друг апачей — Алексей Томилин, директор стадиона, отец «Дубины Тома»
- 1983 — Зудов, вы уволены! — Ваня Ковригин
- 1984 — Белые росы — Сашка Ходас
- 1984 — Первая конная — Матвей, красный казак
- 1984 — Случай в ресторане (короткометражный) — бригадир с Урала
- 1985 — Завещание — солдат, (нет в титрах)
- 1985 — Опасно для жизни! — лейтенант милиции Рокотов
- 1985 — Самая обаятельная и привлекательная — Лёша Пряхин
- 1985 — Воскресный папа — «единоутробный» отец двоих мальчишек
- 1985 — Как молоды мы были — Гавриил Михайлович
- 1986 — Русь изначальная — Колот
- 1986 — Время сыновей — сосед Пётр Васильевич
- 1986 — Право любить — Александр
- 1986 — Зловредное воскресенье — учитель музыки
- 1986 — Нужные люди — тренер по боксу Фёдор
- 1986 — Певучая Россия — Илья
- 1986 — Хорошо сидим! — Эдик
- 1987 — Ночной экипаж — милиционер
- 1987 — Где находится нофелет? — водитель троллейбуса
- 1987 — Без солнца — Медведев, дядя Василисы и Наташи, полицейский
- 1988 — Тайна золотого брегета — Захар Чибисов, белый казак
- 1988 — Артистка из Грибова — водитель КамАЗа
- 1989 — Частный детектив, или Операция «Кооперация» — амбал
- 1989 — Светлая личность — Борис Абрамович Годунов, художник
- 1989 — Из жизни Фёдора Кузькина — Павел Воронин
- 1990 — Любовь немолодого человека — водопроводчик гостиницы Николай
- 1990 — Аферисты — Валера «Мармелад»
- 1990 — Мой муж — инопланетянин — Серёжа
- 1991 — Дура — Лабланш (роль озвучивал Владимир Ферапонтов)
- 1991 — И чёрт с нами! — Иван Кузьмич (роль озвучивал Алексей Золотницкий)
- 1991 — Болотная street, или Средство против секса — пожарный
- 1991 — Говорящая обезьяна — Юра
- 1992 — Новый Одеон — сотрудник Пищиков, работник магазина
- 1992 — На Дерибасовской хорошая погода, или На Брайтон-Бич опять идут дожди — украинский мафиозо Кравчук, правая рука «Артиста», главы русской мафии в США
- 1992 — Наш американский Боря — таксист
- 1993 — Зачем алиби честному человеку? — Трофимов
- 1993 — Русский бизнес — Иван
- 1994 — Русское чудо — Иван
- 1994 — Русский счёт — рецидивист Сысоев, он же «Шкаф»; механик-алкоголик Павел Георгиевич Курочкин
- 1994 — Простодушный — аббат де Сент-Ив, роль озвучил другой актёр
- 1994 — Третий не лишний — Миша
- 1994 — Триста лет спустя — Генрих Николаевич, Президент Российской Федерации
- 1995 — Ширли-мырли — негр, телохранитель посла США
- 1996 — Импотент — сосед Михал Михалыча
- 1998 — Когда все свои — рэкетир Вася
- 1998 — Примадонна Мэри — русский эмигрант Михаил
- 1999 — Ультиматум — Михаил, шофёр
- 2000 — Агент в мини-юбке — Миша
- 2000 — День Святого Валентина — Михаил, сосед Бориса
- 2001 — Герой её романа — Репа
- 2001 — Курортный роман — Борис Борисыч
- 2002 — Племянник, или Русский бизнес 2 — заключённый Колян
- 2002 — Лифт уходит по расписанию — Петрович
- 2002 — Улыбка Мелометы — Жора
- 2003 — Юбилей прокурора — Иван, брат прокурора
- 2003 — Love сервис — Иван
- 2003 — Детектив по-русски — Иван
- 2004 — Секрет фараона — Юра / фapaoн Paмзec IV
- 2004 — Жизнь кувырком — боцман Николай
- 2004 — Сматывай удочки — эпизод
- 2005 — Феномен — Михалыч
- 2006 — Театральный капкан — Феликс Дерикот
- 2007 — Святое дело — принудчик

#### Роли в телесериалах
- 1969 — Адъютант его превосходительства — Павло, член банды батьки Ангела
- 1973 — 1983 — Вечный зов — Аркадий Молчун
- 1996 — 1997 — Клубничка — участковый Пронькин / Семён Семёнович
- 2006 — 2012 — Московская история — декан экономического факультета
- 2007 — 2010 — Папины дочки — дедушка Лёша, папа Сергея Васнецова
- 2010 — Воронины — Дмитрий Александрович, друг Николая Воронина

### Роли в киножурнале «Ералаш»
- 1979 — «Спорт, спорт, спорт, или Дядя Миша даёт советы», реж. Б. Токарев (выпуск № 19, эпизод 1)[24] — дядя Миша
- 1981 — «Спорт, спорт, спорт, или Дядя Миша даёт советы. Встреча вторая», реж. Б. Токарев (выпуск № 28, эпизод 1)[25] — дядя Миша
- 1983 — «Чудеса в решете», реж. Г. Васильев (выпуск № 40, эпизод 3) — отец Петухова (в титрах не указан)
- 1984 — «Бразильская система», реж. Е. Гальперин (выпуск № 47, эпизод 2)[26] — человек из парикмахерской
- 1987 — «Сладкая жизнь», реж. Е. Николаева (выпуск № 62, эпизод 2) — директор цеха по производству ремней
- 1987 — «Прости, Кикимора!», реж. В. Мартынов (спецвыпуск ГАИ № 1, эпизод 3) — инспектор ГАИ Иванов
- 1988 — «Сон в руку», реж. Е. Гальперин (выпуск № 71, эпизод 1)[27] — учитель физкультуры
- 1988 — «Наши чемпионы», реж. В. Мартынов (спецвыпуск ГАИ № 2, эпизод 2) — инспектор ГАИ Иванов
- 1991 — «Верное средство», реж. С. Морозов (выпуск № 87, эпизод 3)[28] — лётчик
- 1999 — «Гав-гав шоу», реж. О. Фомин (выпуск № 133, эпизод 3) — прохожий, напуганный уличной собакой
- 2001 — «Счастливо оставаться!», реж. А. Щеглов (выпуск № 144, эпизод 1)[29] — отец Булкина

### Роли в киножурнале «Фитиль»
- 1975 — «Наука и жизнь», реж. Э. Гаврилов (выпуск № 155, эпизод 2) — хулиган Брыкин
- 1983 — «Метаморфоза», реж. Л. Гайдай (выпуск № 248, эпизод 3) — Михал Михалыч
- 1983 — «Атавизм», реж. Л. Гайдай (выпуск № 251, эпизод 1) — Сидоров, несун
- 1985 — «Возмутитель спокойствия», реж. В. Кольцов (выпуск № 273, эпизод 4) — покупатель
- 1985 — «Вне закона», реж. В. Кольцов (выпуск № 275, эпизод 4) — один из рабочих
- 1986 — «Неожиданное открытие», реж. Л. Гайдай (выпуск № 289, эпизод 4) — маляр
- 1986 — «Сюрприз», реж. Л. Гайдай (выпуск № 291, эпизод 2) — капитан милиции
- 1987 — «Горько!», реж. Л. Гайдай (выпуск № 302, эпизод 3) — гость на поминках
- 1989 — «Не те бумажки», реж. А. Бобровский (выпуск № 331, эпизод 2) — водитель грузовика
- 1991 — «Скверный анекдот», реж. В. Кольцов (выпуск № 346, эпизод 3) — сосед
- 1991 — «Глухая защита», реж. В. Кольцов (выпуск № 355, эпизод 1) — полковник Сидоров
- 1993 — «Отцы и дети», реж. В. Токарева (выпуск № 370, эпизод 1) — водитель

### Режиссёр
- 1993 — Русский бизнес
- 1994 — Русское чудо
- 1994 — Русский счёт
- 2001 — Герой её романа
- 2002 — Лифт уходит по расписанию
- 2002 — Племянник, или Русский бизнес 2
- 2002 — Надежда
- 2002 — Улыбка Мелометы
- 2003 — Юбилей прокурора
- 2003 — Love сервис
- 2003 — Детектив по-русски
- 2004 — Жизнь кувырком
- 2004 — Секрет фараона
- 2005 — Феномен
- 2006 — Театральный капкан

### Сценарист
- 2002 — Улыбка Мелометы
- 2003 — Юбилей прокурора
- 2003 — Love сервис
- 2004 — Секрет фараона
- 2005 — Феномен

### Автор сценариев к сюжетам «Ералаша»
- 1979 — «Спорт, спорт, спорт, или Дядя Миша даёт советы», реж. Б. Токарев (выпуск № 19, эпизод 1)[30]
- 1981 — «Спорт, спорт, спорт, или Дядя Миша даёт советы. Встреча вторая», реж. Б. Токарев (выпуск № 28, эпизод 1)[31]

### Продюсер
- 1993 — Русский бизнес — продюсер
- 1994 — Русское чудо — продюсер
- 1994 — Русский счёт — продюсер
- 1998 — Примадонна Мэри — исполнительный продюсер
- 1994 — Герой её романа — исполнительный продюсер
- 2002 — Надежда — исполнительный продюсер

### Озвучивание и дублирование фильмов
- 1972 — Человек на своём месте — Николай Семёнович Берёзкин
- 1979 — Город принял — потерпевший от аферы с мотоциклом «Ява»
- 1982 — Знахарь (ПНР) — Зенек
- 1984 — Гостья из будущего — прохожий, поймавший Алису и Юлю / житель дома, недовольный шумом от детских «игр»
- 1989 — Не покидай… — хозяин таверны
- 2006 — Бабка Ёжка и другие — Змей Горыныч / Змей

### Радиоспектакли
- 1965 — Полный поворот кругом (режиссёр Андрей Тарковский) — полицейский

## Награды
- Заслуженный артист РСФСР (6 декабря 1983)
- Народный артист Российской Федерации (1 июля 2002)
- орден Дружбы (21 мая 2007)[32].

## Память
Творчеству и памяти актёра посвящён документальный фильм:
- «Михаил Кокшенов. „Простота обманчива“» («ТВ Центр», 2016)[33]